# Робинсон, Брюс
Брюс Робинсон (англ. Bruce Robinson; род. 2 мая 1946, Бродстэрс) — британский кинорежиссёр, актёр, сценарист и писатель, постановщик культовой стилеобразующей чёрной комедии «Уитнэйл и я».
Помимо режиссуры, Робинсон известен также как исполнитель роли Бенволио в картине Франко Дзеффирелли «Ромео и Джульетта» и автор сценария к прославленной военной драме Ролана Жоффе «Поля смерти», за написание которого Робинсон был удостоен премии BAFTA и представлен к «Оскару» и «Золотому глобусу».
Автор пяти художественных и автобиографических книг, по одной из которых («Паранойя в прачечной») в 2012 году была снята комедия «Невероятный страх перед всем». В 2011 году Робинсон вернулся к режиссуре после 19-летнего перерыва, экранизировав нашумевший роман Хантера С. Томпсона «Ромовый дневник» с Джонни Деппом в главной роли.

## Биография
Брюс Робинсон родился 2 мая 1946 года в небольшом прибрежном английском городе Бродстэрс, графство Кент. Отчим избивал Брюса и приучил его к алкоголю, который позже стал самой главной проблемой его жизни. Доподлинно неизвестно, кто был биологическим отцом Робинсона, но отчим — штурман, бомбивший на Второй мировой войне Триполи. С Брюсом росла его сестра Элли.
С самого детства Брюс мечтал стать актёром, в местной школе имени Чарльза Диккенса играл в любительских постановках. О своем детстве Робинсон вспоминал:
[Я вырос] среди постоянной чистой ненависти. Как и Томас Пенман, я был ходячим утверждением вины матери. И, так как вина заставляет страдать, она исключила любовь из своей жизни. А он [отчим] постоянно был в ярости. У него был хлыст, два добермана и оружие. До того, как мне стукнуло 10, он часто уезжал. Если я узнавал, что он возвращается, начинал трястись от страха за неделю. … Я слышал крики матери: „Стой, ты убьёшь его!“ — когда он меня лупил — и принимал это, как должное. У меня была хроническая астма. Я действительно был забитым ребёнком.
Позже окончил лондонскую Центральную школу сценической речи и драматического искусства. Однокурсниками Робинсона были будущий музыкант Дэвид Дандас и актёр Микки Фист. Именно во время очередного спектакля Робинсона заметил итальянский режиссёр Франко Дзеффирелли и в 1968 году снял его в роли Бенволио в своей версии шекспировской классики «Ромео и Джульетта».
В последующие десять лет не оставлял работу актёра: исполнил немаловажные роли в картинах «Любители музыки», «Частная дорога», и, самое главное, «История Адели Г.» мастера французской новой волны Франсуа Трюффо. У Трюффо Робинсон перевоплотился в британского лейтенанта Альберта Пинсона, в которого влюбляется молодая красавица Адель Гюго. Именно здесь, как считали критики, Робинсон сыграл свою лучшую роль в карьере. Тем не менее, по его словам, он «никогда не был счастлив как актёр, так как был писателем».

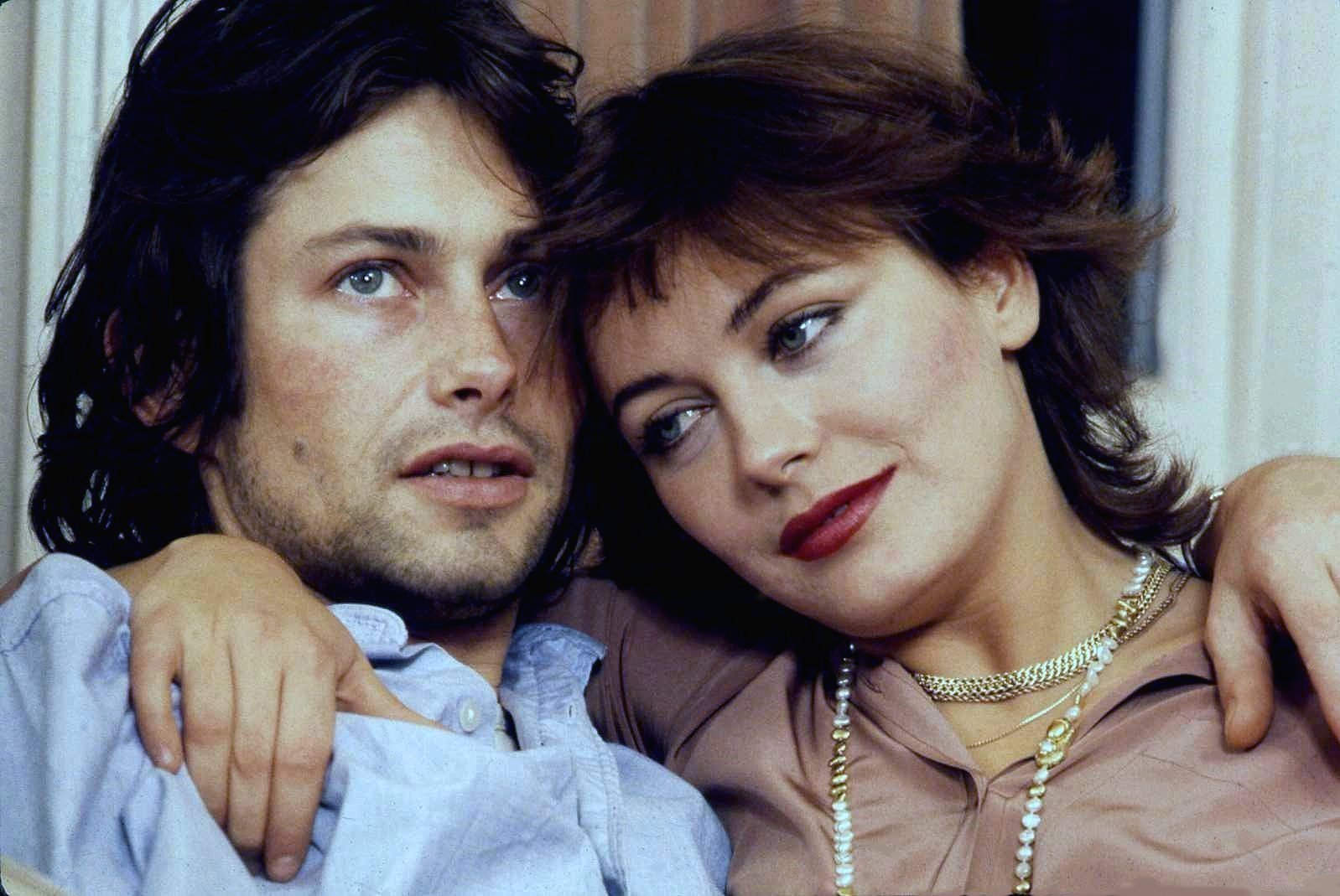
Робинсон и Лесли-Энн Даун, Лондон, 1979 год

После появления в ленте «Отель „Кляйнхофф“» Робинсон решил оставить актёрскую стезю и полностью перейти сначала к написаниям сценариев, а потом уже и к собственным режиссёрским работам. Произошло это, в том числе, из-за того, что в конце 1970-х Робинсон стал практически нищим: собственной квартирой не владел, проживал у друзей, а кормился в итальянском кафе на углу Камден-Таун у его милосердной владелицы. В 1984 году продюсер Дэвид Путтнэм пригласил его занять кресло сценариста на съемочной площадке предстоящей военной драмы Ролана Жоффе «Поля смерти». Эта душераздирающая, как отмечали критики, история жизни Камбоджи под тотальным контролем красных кхмеров принесла новоиспеченному сценаристу премию BAFTA за лучший адаптированный сценарий и номинации на «Оскар» и «Золотой глобус» в этой же категории.
Тремя годами позднее Робинсон принялся за разработку полуавтобиографической авантюрной чёрной комедии «Уитнэйл и я». Сюжет фильма основывался на ранней юности Брюса и его дружеских отношениях с актёром Вивианом Маккерреллом; Маккеррелл выступил прототипом Уитнэйла, а Робинсон — безымянного персонажа «Я». Картина была крайне тепло принята кинокритиками и по сей день считается киноведами культовой. В 1989 году Робинсон снова поработал с Роланом Жоффе, написав сценарий к его ленте «Толстяк и Малыш», и поставил свой второй, гораздо менее успешный, сатирический фильм «Как преуспеть в рекламе».
В 1990-х карьера Робинсона пошла на спад. Он срежиссировал детективный триллер «Дженнифер-восемь», разработал сценарии к картинам «Возвращение в рай» и «Сновидения». «Дженнифер-восемь» стал его самым мейнстримным фильмом, после разгромного провала которого Робинсон поклялся себе никогда больше не связываться с крупными голливудскими компаниями. В 1998 году на недолгое время вернулся к актёрству, сыграв небольшую роль в комедии «Крезанутые», написал полуавтобиографическую книгу «Своеобразные воспоминания Томаса Пенмана».
В 2011 году, спустя 19 лет после выхода последней режиссёрской работы, Робинсон возвратился к режиссуре, экранизировав нашумевший роман Хантера С. Томпсона «Ромовый дневник» с Джонни Деппом в главной роли. Сама книга, как признавался постановщик, не пришлась ему по душе, и он согласился на создание фильма только из-за дружбы с Деппом. Критики восприняли новый проект Робинсона резко поляризованно, отмечая, что экранизация получилась недостаточно близкой к исходному материалу. Годом спустя по книге Робинсона «Паранойя в прачечной» была снята эксцентричная комедия «Невероятный страх перед всем».

### Личная жизнь
С 1969 по 1980 год Брюс Робинсон пребывал в отношениях с актрисой Лесли-Энн Даун. «Она работала в кино с людьми вроде Питера Селлерса, а потом возвращалась ко мне, неудачнику. Но она никогда не теряла веру в меня. Я обязан ей слишком многим» — говорил режиссёр.
После расставания с Даун Робинсон женился на Софи Уайндхэм, родившей ему двоих детей: Лили Индию (род. 1986) и Уиллоуби (род. 1994). Они проживают в собственной усадьбе на границе Уэльса, построенной в XVI веке. Лили стала актрисой, начала карьеру в Голливуде.
Практически всю жизнь Робинсон боролся с алкоголизмом, окончательно отказавшись от этой привычки в 2003 году. «Я пил так много, что это угрожало самому важному в моей жизни — семье. Я пил по четыре-пять бутылок в день. Я приезжал сюда [в усадьбу], как жирный призрак, полностью опустошённый, каждую ночь. В итоге я отправился к „Анонимным алкоголикам“. Не брал в рот спиртного шесть с половиной лет».

## Фильмография
- «Отвращение»

### Режиссёр
- 1987 — «Уитнэйл и я»
- 1989 — «Как преуспеть в рекламе»
- 1992 — «Дженнифер-восемь»
- 2011 — «Ромовый дневник»

### Сценарист
- 1984 — «Поля смерти»
- 1987 — «Уитнэйл и я»
- 1989 — «Как преуспеть в рекламе»
- 1989 — «Толстяк и Малыш»
- 1992 — «Дженнифер-восемь»
- 1998 — «Форс-мажор»
- 1999 — «Сновидения»
- 2001 — «Империи: Золотая империя Египта» (документальный телепроект)
- 2011 — «Ромовый дневник»

### Актёр
- 1968 — «Ромео и Джульетта» — Бенволио
- 1968 — «Человек нашего времени» (телесериал) — Рекс Мэнсон
- 1968 — «Любовь к ребенку» — мужчина в ночном клубе (в титрах не указан)
- 1968 — «Другие люди» — Колин
- 1970 — «Мужья и любовники» (мини-сериал) — Жюль
- 1970 — «Любители музыки» — Алексей Софронов
- 1970 — «Баллада о Там-Лине» — Алан
- 1971 — «Частная дорога» — Питер Моррисси
- 1973 — «Защитники» (телесериал) — Питер Локкир
- 1974 — «Школьные поездки» — Оскар
- 1975 — «История Адели Г.» — лейтенант Альберт Пинсон
- 1977 — «Скот» — Марк
- 1977 — «Лотерея» (телесериал) — Ризи
- 1977 — «Отель „Кляйнхофф“» — Карл Аксель
- 1989 — «Как преуспеть в рекламе» — Бойл (озвучка)
- 1998 — «Крезанутые» — Брайан Ловелл

## Автор книг
- «Своеобразные воспоминания Томаса Пенмана» (1998)
- «Паранойя в прачечной» (1998)
- «Курение в постели: Откровения с Брюсом Робинсоном» (2000)
- «Очевидный слон» (2000)
- «Гарольд и утка» (2005)